# 21e étape du Tour d'Espagne 2015
La 21e étape du Tour d'Espagne 2015 s'est déroulée le dimanche 13 septembre 2015, entre Alcalá de Henares et Madrid, sur une distance de 98,8 km.

## Résultats

### Classement de l'étape
| Classement de l'étape | Classement de l'étape | Classement de l'étape | Classement de l'étape | Classement de l'étape |
|                       | Coureur               | Pays                  | Équipe                | Temps                 |
| --------------------- | --------------------- | --------------------- | --------------------- | --------------------- |
| 1er                   | John Degenkolb        | Allemagne             | Giant-Alpecin         | en 2 h 34 min 13 s    |
| 2e                    | Danny van Poppel      | Pays-Bas              | Trek Factory Racing   | + 0 s                 |
| 3e                    | Jempy Drucker         | Belgique              | BMC Racing            | + 0 s                 |
| 4e                    | Daryl Impey           | Afrique du Sud        | Orica-GreenEDGE       | + 0 s                 |
| 5e                    | Tosh Van der Sande    | Belgique              | Lotto-Soudal          | + 0 s                 |
| 6e                    | Maximiliano Richeze   | Argentine             | Lampre-Merida         | + 0 s                 |
| 7e                    | Nikolas Maes          | Belgique              | Etixx-Quick Step      | + 0 s                 |
| 8e                    | Kristian Sbaragli     | Italie                | MTN-Qhubeka           | + 0 s                 |
| 9e                    | Kévin Réza            | France                | FDJ                   | + 0 s                 |
| 10e                   | Tom Van Asbroeck      | Belgique              | Lotto NL-Jumbo        | + 0 s                 |
| modifier              |                       |                       |                       |                       |

### Classements à l'issue de l'étape

#### Classement général
| Classement général | Classement général | Classement général | Classement général | Classement général    |
|                    | Coureur            | Pays               | Équipe             | Temps                 |
| ------------------ | ------------------ | ------------------ | ------------------ | --------------------- |
| 1er                | Fabio Aru          | Italie             | Astana             | en + 85 h 36 min 13 s |
| 2e                 | Joaquim Rodríguez  | Espagne            | Katusha            | + 57 s                |
| 3e                 | Rafał Majka        | Pologne            | Tinkoff-Saxo       | + 1 min 9 s           |
| 4e                 | Nairo Quintana     | Colombie           | Movistar           | + 1 min 42 s          |
| 5e                 | Esteban Chaves     | Colombie           | Orica-GreenEDGE    | + 3 min 10 s          |
| 6e                 | Tom Dumoulin       | Pays-Bas           | Giant-Alpecin      | + 3 min 46 s          |
| 7e                 | Alejandro Valverde | Espagne            | Movistar           | + 6 min 47 s          |
| 8e                 | Mikel Nieve        | Espagne            | Sky                | + 7 min 6 s           |
| 9e                 | Daniel Moreno      | Espagne            | Katusha            | + 7 min 12 s          |
| 10e                | Louis Meintjes     | Afrique du Sud     | MTN-Qhubeka        | + 10 min 26 s         |
| modifier           |                    |                    |                    |                       |